# Parachabora pseudanaetia
Parachabora pseudanaetia là một loài bướm đêm trong họ Noctuidae.